# マレーシア自然協会
マレーシア自然協会（英名：Malaysia Nature Society; MNS）は、マレーシアで最大規模かつ非営利の環境NGOである。1940年に機関誌『Malayan Nature Journal』の発行とともにマラヤン自然協会（Malayan Nature Society）として発足された。当初は主に科学機関として活動していたが、今日では多様な環境運動に携わる団体となっている。2008年、主にマレーシア・ベルムテメンゴールにおける森林の保護運動が評価され、マレーシアで功績のある個人・団体に贈られる第1回目のムルデカアワードを受賞した。組織は約3,800人の会員からの任意の寄付金によって運営されている。
マレーシア自然協会は過去70年間、マレーシアにおける自然環境保全の草分け的存在として、動植物の生息地の保全と環境教育の実施を通して新しい試みを続けてきた。会員、パートナー、サポーターの協力により、現在ではマレーシアの自然遺産の保護において大きな影響力を持つ組織となった。
マレーシア国内のほぼ全ての州に支部があり、1963年から1965年はマレーシアとシンガポールが統合されていたことから、かつてはシンガポール内にも支部があった。シンガポール支部は1991年にシンガポール自然協会（NSS）として独立している。

## 理念
マレーシアの自然遺産と豊かな生物多様性を効果的に保護し、すべてのマレーシア人の恩恵と正しい理解のために管理・保全すること。

## 使命
マレーシアの自然遺産の保全を促進すること。

## モットー
“Know nature, value nature and act for nature”　（自然を知り、自然を尊重し、自然のために行動しよう）

## 設立75周年記念
マレーシア自然協会は2015年2月5日に設立75周年を迎えた。共同出資者、会員、スタッフが出席した記者会見では、75周年旗が披露されると共に、自然環境管理を促進・保証するという理念と、マレーシアの自然遺産と生物多様性の保全・管理を効果的に行い、次世代に継承するという使命が再確認された。
また、2015年と次の5年間に向けて打ち出された、新たな指針は以下のとおり。
1. 壊滅の恐れのある土地を救う（森林・海の景観の保護）
2. 絶滅の恐れのある野生動物を救う（実地調査・意識向上活動等）
3. 草の根レベルのサポート体制の構築
4. モニタリング・問題提起・環境破壊を防ぐ陳情活動等

## 主な業績
マレーシア自然協会は、環境保全の分野で様々な活動を実施し、その業績により社会的信用を獲得してきた。その一例として、クアラルンプール近郊のバトゥ洞窟での採石作業停止（1980年）、エンダウ・ロンピン国立公園の設立事前調査としての生物多様性の遠征調査（1985年 - 1986年）、ペナン島国立公園設立に関する活動（2003年）、ベルムテメンゴール州立公園制定にかかる活動（2010年）などが挙げられる。
マレーシア自然協会が運営しているクアラ・セランゴール自然公園は、2012年7月にセランゴール州政府から、エコツーリズムに最適な場所の一つとして認定された。同年9月にクアラルンプールで行われた祝賀会では、EU-マレーシア商工会議所からヨーロッパ持続可能賞2012を受賞。また、地域コミュニティーへの働きかけとして、マレーシア国民大学との優れた提携プログラムが評価され、2013年に同大学からコミュニティー従事優秀賞（Community Engagement Excellence Award）を受賞した。2014年3月にはマレーシア社会登録局から優秀社会賞を受賞。そして2015年1月には大韓民国の天安牙山環境運動連合とクァンドク環境教育センターからマングローブの保全活動に対して第2回グリーンインターナショナルアワードを受賞した。
また、環境保全以外にも、産業汚染から野生生物を保護する重要性（例：フカヒレスープの食材のサメの捕獲を禁止する）を政府に訴える活動も行っている。

## 会員の活動
マレーシア自然協会の地方支部では、講演会や短期の自然観察旅行などの活動を計画・実施している。各地方支部では、所属地域の環境保全活動に加えて、バードウォッチング、風景画撮影、ジャングル・トレッキングなどの同好会活動を行っている。

## 例年の行事
マレーシア自然協会は動植物の生息地の保全を目的として、毎年2つのイベントを実施している。
- 猛禽類観察会：タンジャン・トゥアン（英語版）地域の保全を促進する行事で、2000年以降、毎年3月の第1週に開催されている。一帯の森林は移住性の猛禽類にとって、北半球の生息地に戻るまでのねぐらや餌の在処として重要な場所となっている。
- 翼フェスティバル（Pesta Sayap）：クアラ・セランゴール自然公園で毎年開催される行事。地域の住民や子供たちを対象に、生態系にとり湿地帯が重要であることを教えることが目的。水鳥の移動時期である10月中に開催される。

## 自然環境保全
マレーシア自然協会は、既存の保護区域の効果的な運営及び新たな保護区域の制定を行っている。マレーシア国内で統合的・包括的な保護区域を確保すること、生物種と主要な生息地に関する知識の基盤を作って一般に普及させること、野生生物と生息環境の存続に対する脅威を特定することが目的である。
マレーシア自然協会は、重要野鳥生息地（IBA）に関するデータ等の重要な文書（1997年以降、バードライフ・インターナショナルおよび鳥類保護協議会から提供を受けている）に準拠して環境保全活動を主導している。その活動は1974年の保全計画（策定：マレーシア自然協会、内容：保護区域、自然公園、国有記念物、研究区域などマレー半島の重要な領域の保全）に合致している。

## 環境教育
環境教育プログラムは、マレーシア自然協会の重要な活動の一つで、代表的なものにマレーシア各地の学校に対して行われるネイチャークラブ(マレー語：Kelab Pencinta Alam, KPA)がある。ネイチャークラブはマレーシアの首都圏・クランバレー(Klang Valley)にある12の学校を対象に始まったが、現在ではマレーシア全域の318校が加わっている。その目的は、学校に通う子供たちが様々な環境教育アクティビティーと保全努力を行う中で自然への興味・理解・関わりを高めることである。活動の一例として、ワークショップ、キャンプ、泥炭沼沢地の勉強会、猛禽類観察会、川の流域・水質モニタリングなどがある。
環境保全活動を提供することで、若者と地域社会の自然保護の意識を啓発するという願いから、マレーシア自然協会は、ネイチャークラブ加盟校の増加に伴い、若い会員を奨励するためのユースプログラムを同クラブに導入した。2007年、マレーシア自然協会とコカ・コーラ・マレーシアの共催で　「ウォーター・ビジョン」コンテストが開催され、参加した子供たちに水の保全意識を浸透させるなどした。そのほかにも、マレーシア自然協会はマラヤ大学キャンパス内にある植物園（Rimba Ilmu botanic gardens）とマレーシア森林研究所においても環境教育プログラムを行っている。

## 運営施設
MNSは以下の公園・センターを運営している
1. クアラ・セランゴール自然公園（セランゴール州・クアラセランゴール）
2. 自然教育センター（クアラルンプール・マレーシア森林研究所内）
3. リンバイルム（Rimba Ilmu）植物園（クアラルンプール・マラヤ大学キャンパス内）
4. バトゥ洞窟（セランゴール州・バトゥケーブス）
5. エコケアセンター（トレンガヌ州・ケルテ）
6. 環境啓発センター（セランゴール州・セパン）
7. ヴェイルエコセンター（ペラ州・トゥルルビア）
8. 都市環境教育センター（クアラルンプール・ミッドバレーメガモール内）
9. ボーティー農園宿泊施設（パハン州・キャメロンハイランド）

## 出版物
マレーシア自然協会は、公式サイト・関連サイトの運営のほか、定期刊行物の発行を行っている。おもな学術研究報告書・活動報告書・論説は、以下のとおり。
1. Malayan Nature Journal（英語版）：論文審査を経て年4回発行されるマレーシア自然協会独自の出版物。マレーシアとその周辺地域における生態学と環境保全を取り扱う科学誌である。
2. Malaysian Naturalist（英語版）：年4回発行の一般大衆向け刊行物。マレーシアの自然史に関する話題を扱う。マレーシアの書店等で販売されており、会員は無料で入手可能。（国際標準逐次刊行物番号ISSN：1511-970X）
3. Secretariat News： Malaysian Naturalistの付録であり、事務局から発行される報告書。
4. Pencinta Alam：マレーシア自然協会の月報。
5. Saura Enggang：鳥類保護協議会（マレーシア自然協会の内部組織）から隔月刊行される会報で、鳥類の観測記録の紹介や鳥類の保全における諸問題に焦点を当てている。
6. Tapir：年4回発行されるネイチャークラブの環境教育活動報告書。

## ロゴマーク
マレーシア自然協会のロゴマークにはマレーバクが採用されている。マレーバグは国際自然保護連合（IUCN）の保存状況評価では、レッドリスト（絶滅危惧IB類（EN））に指定されており、インドネシア（スマトラ島）、マレーシア（マレー半島）、タイ、ミャンマーに分布している。インドシナ半島の奥地での目撃例もあるが、定かではない。

## 本部
マレーシア自然協会の本部はクアラルンプール・国立博物館近くのJKR 641, Jalan Kelantan, Bukit Persekutuanにある。

## 主要な会員
主要な会員としては、マレーシア自然協会の歴代会長であるElliott McClure, Salleh Mohd. Nor.をはじめ、Henry Nicholas Ridley, Edred John Henry Corner, John Leonard Harrison, Loke Wan Tho, Gladys Le Mare, 第6代クランブルック伯爵など国内外在住の博物学者が名誉会員権をマレーシア自然協会から授与されている。